# Aletris aurea
Aletris aurea là một loài thực vật có hoa trong họ Nartheciaceae. Loài này được Walter mô tả khoa học đầu tiên năm 1788.